# Sericomyia sachalinica
Sericomyia sachalinica är en tvåvingeart som beskrevs av Stackelberg 1925. Sericomyia sachalinica ingår i släktet torvblomflugor, och familjen blomflugor. Inga underarter finns listade i Catalogue of Life.